# Оберпфаффенгофен

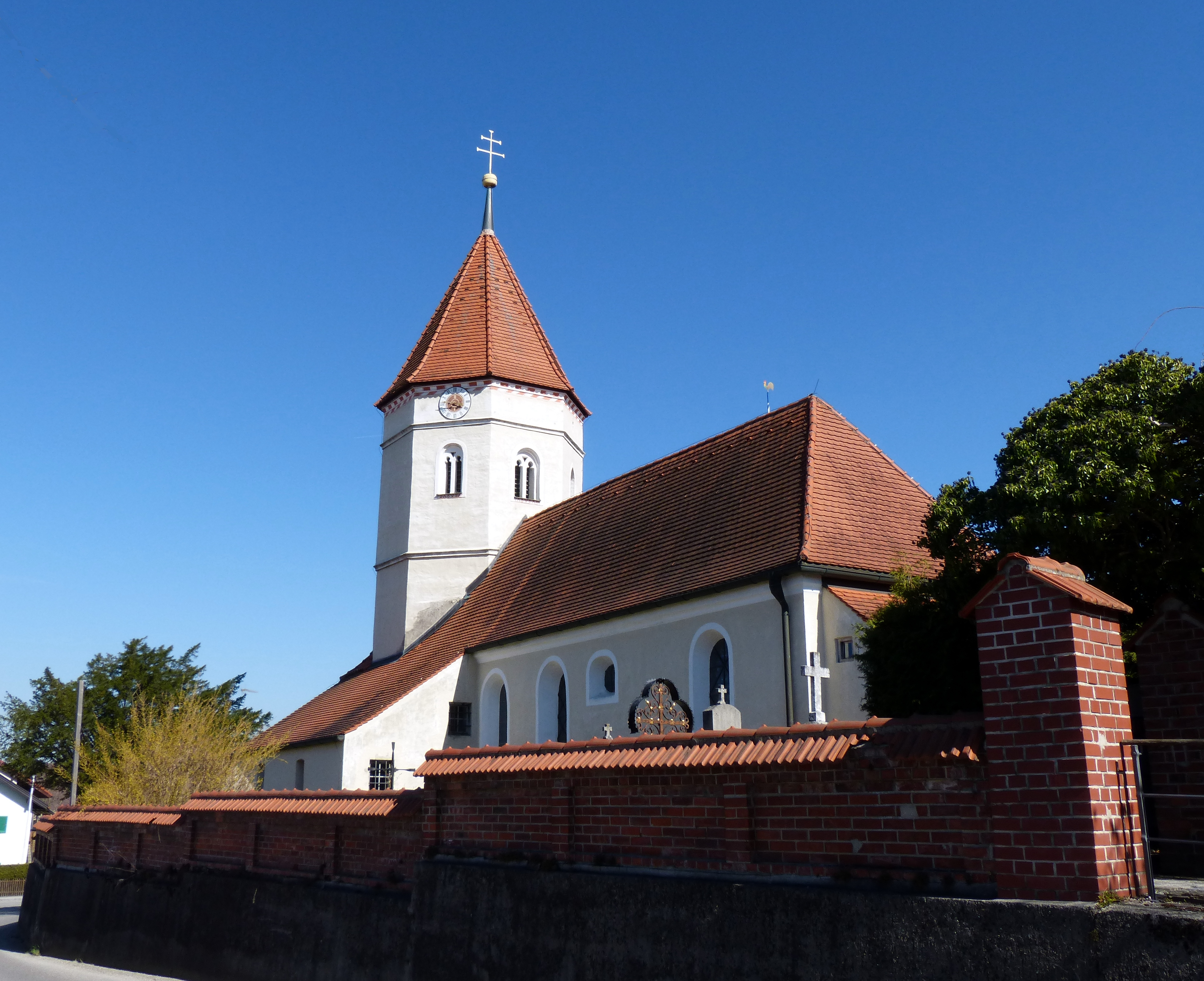
Кірха Святого Георга

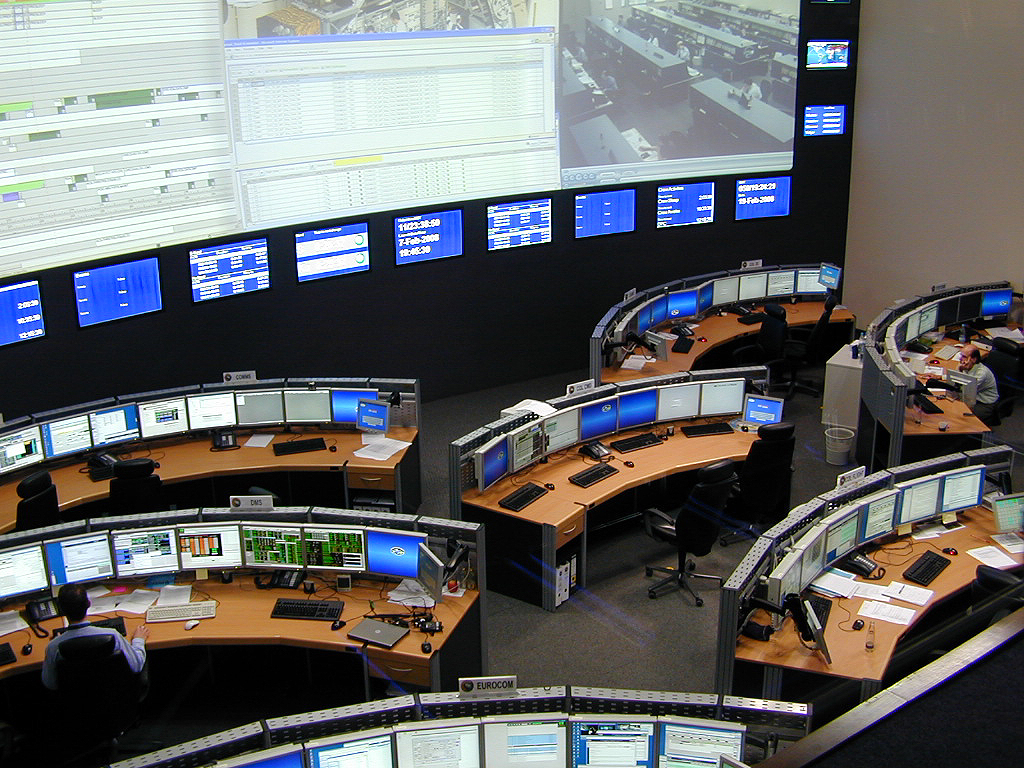
Німецький аерокосмічний центр (GSOC), Оберпфаффенхофен (Мюнхен)

Оберпфаффенгофен (нім. Oberpfaffenhofen) — селище в Німеччині, частина комуни Веслінг району Штарнберг у Баварії. Знаходиться за 20 км на захід від Мюнхена.
У селищі розташований Німецький аерокосмічний центр (Deutsches Zentrum für Luft- und Raumfahrt, DLR). Назва населеного пункту стала широко відомою, коли 1983 року перший західнонімецький астронавт Ульф Мербольд вирушив у космос на борту американського космічного човника «Колумбія» в рамках програми Spacelab. Наукову частина польоту контролювала німецьким центром керування польотами, розташованим в Оберпфаффенгофені, у той час як за технічною стороною місії слідкували з Х'юстона (Техас).
У селищі розташований центр керування модулем «Коламбус», котрим DLR керує за домовленістю із Європейським космічним агентством та EADS Astrium — підрозділом Європейського аерокосмічного і оборонного концерну (EADS). Тут же міститься Товариство Фраунгофера та інші науково-дослідні інститути.
Окрім наукових установ, в Оберпфаффенгофені розташований авіаційний завод «Dornier». Завод та аерокосмічний центр мають спільний аеродром.
| Німеччина | Це незавершена стаття з географії Німеччини. Ви можете допомогти проєкту, виправивши або дописавши її. |